# Дарія Рижкова
Дарія Рижкова (8 лютого 1995) — російська ватерполістка.
Призерка Чемпіонату світу з водних видів спорту 2017 року.